# DRYAD

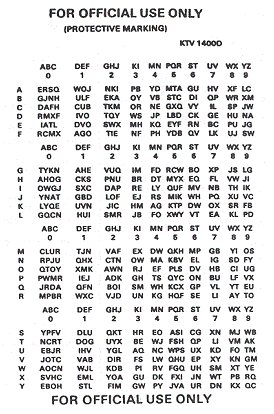
Зразок листка шифрування в системі DRYAD

Числова шифрова/автентифікаційна система DRYAD (KTC 1400 D, англ. DRYAD Numeral Cipher/Authentication System) — проста паперова криптографічна система, що використовується збройними силами США для автентифікації та шифрування коротких числових повідомлень. Кожному бійцю разом із радіоприймачем видається набір листків для шифрування в системі DRYAD. Кожен листок є дійсним протягом обмеженого періоду часу (наприклад, 6 годин), цей період називається криптоперіодом.
Листок із шифром містить 25 рядків з літерами. Кожен рядок позначений однією з латинських літер від A до Y у колонці ліворуч листка. Кожен ряд містить випадку перестановку літер від A до Y. Букви в кожному рядку згруповані в 10 колонок, що позначені цифрами від 0 до 9. На відміну від решти колонок із двома літерами, колонки 0, 1, 2 і 5 містять по 3 (4 в колонки «0») букви кожна.
Незважаючи на нескладність DRYAD, позитивними рисами шифрування за цією системою є швидкість, простота та невимогливість до додаткового обладнання (як-от олівця). Наявність більшої кількості шифро-тексту в колонках під номерами 0, 1, 2 і 5 обумовлена ускладненням частотного криптоаналізу, однак основним механізмом захисту зашифрованої інформації є встановлення короткого криптоперіоду.
DRYAD можна використовувати в двох режимах — автентифікації та шифрування.

## Автентифікація

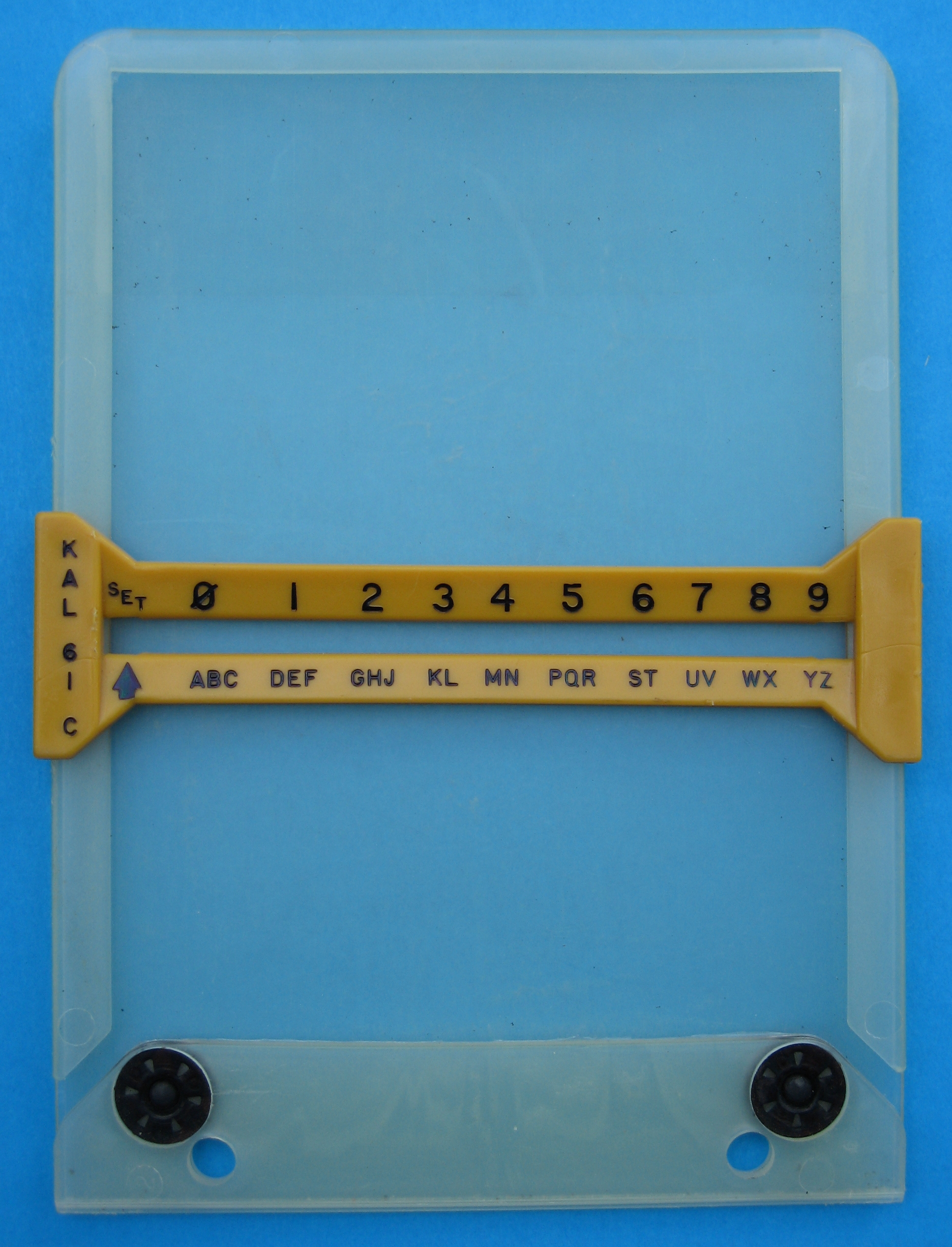
Тримач шифрувального листка

Для автентифікації станцією, що автентифікує, вибирається випадкова літера з колонки ліворуч, а відтак інша випадкова літера із того ж рядка, що і перша. Станція, що автентифікується, вибирає букву що розміщена саме під позицією другої вибраної літери.
Наприклад, використовуючи зразок листка шифрування в системі DRYAD (на зображенні праворуч) та фонетичну абетку НАТО, Джейсон може автентифікувати Пеґґі, передавши «authenticate Alpha Bravo». Правильною відповіддю Пеґґі ж буде «authenticate Yankee»
Інша форма автентифікації передбачає вибір третьої літери ліворуч від другої букви, обраної станцією, що автентифікує (Джейсонової «Bravo» літери). Вибір вектора (зверху, знизу, ліворуч чи праворуч) та кількісний відступ може відрізнятись від наведеного прикладу, але має бути затверджений обома сторонами перед автентифікацією.
Однією з проблем за такої автентифікації є те, що противник має шанс 1 до 25 вгадати правильну відповідь для автентифікації (1 до 24, якщо літери вибирають із одного рядка). Часткове вирішення цієї пробеми передбачає Пеґґі автентифікуватись двічі, що зменшить шанс противник вгадати правильну відповідь до 1/625. Недоліком цього методу є зменшена довговічність шифрувального листка DRYAD, оскільки він піддається удвічі більшому використанню, аніж за схеми одинарної автентифікації.

## Шифрування
Другий режим використовується для шифрування короткої числової інформації (як-от координати на карті чи радіо-частоти). Закодовувач обирає дві випадкові літери. Перша позначатиме рядок на шифрувальному листку. Використання другої літери (вона називається «SET LETTER.») є аналогічним її використанню в автентифікаційному режимі, однак тут для автентифікації обирають першу літеру праворуч. Числа зашифровують по черзі. Шифротекстовою літерою є літера, що розміщена рядком нижче в тій ж колонці, що й вхідний текст. Якщо в числі є більше, ніж одна цифра, закодовувач повинен обрати іншу літеру в тій ж колонці. Також існує заготування для шифрування літер, що стосуються координат на карті.